# Венже (Мазовецьке воєводство)
Венже (пол. Węże) — село в Польщі, у гміні Соколів-Підляський Соколовського повіту Мазовецького воєводства.
Населення — 235 осіб (2011).
У 1975-1998 роках село належало до Седлецького воєводства.

## Демографія
Демографічна структура станом на 31 березня 2011 року:
|          | Загалом | Допрацездатний вік | Працездатний вік | Постпрацездатний вік |
| -------- | ------- | ------------------ | ---------------- | -------------------- |
| Чоловіки | 124     | 21                 | 83               | 20                   |
| Жінки    | 111     | 21                 | 59               | 31                   |
| Разом    | 235     | 42                 | 142              | 51                   |